# Quibi
Quibi (/ˈkwɪbi/ KWIB-ee) fue una plataforma streaming centrada en la creación de contenido de corta duración para ser visionado en dispositivos móviles. Fue fundada en agosto de 2018 en Los Ángeles bajo el nombre de NewTV por Jeffrey Katzenberg, siendo dirigida por Meg Whitman, la CEO de la compañía. El servicio recaudó $1.750 millones de dólares provenientes de inversores para su financiación. Su lanzamiento oficial fue el 6 de abril de 2020.
El 21 de octubre de 2020, seis meses después de su lanzamiento, Katzenberg anunció el cierre de la plataforma el 1 de diciembre de 2020, después de un número de subscriptores poco ambicioso y poco progresivo. En enero de 2021, la biblioteca de contenidos de Quibi se vendió a Roku, Inc. por menos de 100 millones de dólares.

## Historia

### Prelanzamiento
Quibi fue fundada en agosto de 2018 bajo el nombre de NewTV por Jeffrey Katzenberg, y dirigida por Meg Whitman, la CEO de la compañía. El octubre de 2018, NewTV fue rebautizado con el nombre de Quibi. El servicio se dirigió a un público más joven demográficamente, con contenido fragmentado en episodios de 10 minutos de duraciones denominados como "quick bites" (precedente de Quibi, nombre derivado de "QUI-ck BI-tes").
En 2018, Quibi recaudó mil millones de dólares a partir de la financiación de importantes estudios de cine de Hollywood, empresas de televisión, empresas de telecomunicaciones, de tecnología, bancos, y otros inversores incluyendo: The Walt Disney Company, 21st Century Fox, NBCUniversal, Sony Pictures, Time Warner, Viacom, eOne, Lionsgate, MGM, Madrone Capital, Goldman Sachs, JPMorgan Chase, Alibaba Group, Liberty Global e ITV.
En 2019, Quibi anunció su futuro lanzamiento el abril del 2020 con dos opciones de suscripción de pago. El 8 de julio de 2019, BBC Studios hizo público que había invertido en Quibi. A finales de este mismo año, Quibi anunció que había vendido todo el espacio publicitario del primer año de la plataforma, el cual sumaba 150 millones de dólares.
En 2020, Quibi presentó a CES sus planes de lanzamiento, incluidos detalles sobre el contenido, la tecnología y las asociaciones con otras empresas. En marzo de 2020, Quibi anunció una asociación con la empresa de telecomunicaciones canadiense BCE, donde su división Bello Media, produciría contenido canadiense sobre deportes y noticias por el medio (vía CTV News y TSN respectivamente); además del trato en el cual Bell Mobility sería el asociado exclusivo de marketing de telecomunicación canadiense de Quibi.

### Lanzamiento
Quibi se lanzó de cara al público el 6 de abril de 2020, estando disponible a los Estados Unidos y Canadá. Una versión americana sin anuncios de la app se lanzó en Reino Unido, Irlanda, Australia, Alemania, entre otros países, el mismo 6 de abril de 2020. TechCrunch informó que Quibi tuvo 300,000 descargas y llegó al nº3 dentro del App Store el día de su lanzamiento. El 14 de abril, la empresa anunció 1,7 millones de descargas de su app en la semana del lanzamiento. En Google Play Store, Quibi llegó al nº11 dentro del ranking de aplicaciones más descargadas el 16 de abril.
La aplicación de Quibi salió de la lista de las 50 aplicaciones de IPhone más descargadas en los Estados Unidos una semana después del lanzamiento del app. Según la empresa analítica Sensor Tower, a inicios de mayo, la app se encontraba en el nº125 del ranking. Sensor Tower también publicó que la aplicación había sido instalada por 2,9 millones de usuarios, a pesar de que Quibi afirma una cifra más próxima a los 3,5 millones. De quienes habían instalado el app, Quibi dice que 1,3 millones eran perfiles activos dentro de la plataforma. Katzenberg reconoció que este rendimiento "no estaba cerca de lo que esperaban," declarando, "atribuyo todo que ha ido mal al coronavirus"—una referencia a la pandemia del COVID-19 que estaba alterando la rutina diaria en el momento del lanzamiento. Whitman era más positiva en su valoración de los datos iniciales de lanzamiento.
Con el objetivo de ajustar el servicio a los usuarios y ofrecerles la posibilidad de compartir el contenido de la app en diferentes redes sociales, además de poder ver las series de Quibi en la televisión además de en el móvil, la plataforma llevó a cabo diferentes modificaciones en la app. Una característica que se añadió fue la opción de sincronizar la reproducción de las series de la plataforma con un televisor mediante AirPlay y Chromecast, siendo la orientación horizontal el formato por defecto. Quibi también desarrolló su propia función de capturas de pantalla.
A principios de junio, se informó que la empresa había implementado recortes de sueldo voluntarios a sus ejecutivos. Katzenberg y Whitman declararon que aunque Quibi estaba "en una buena situación financiera" los ejecutivos séniors de la empresa se habían ofrecido voluntarios para "reducir un 10 % su sueldo porque es lo correcto." La empresa evitó reducir el número de empleados, aunque la app se encontraba fuera de las 1.000 mejores aplicaciones del ranking de Sensor Tower. Aquel mismo mes, se notificó que la plataforma contaba con poco más de 2 millones de subscriptores, muy lejos de la proyección inicial de 7,4 millones de abonados en su primer año. Desde enero hasta medios de junio, Quibi recaudó 750$ millones adicionales en financiación. El julio de 2020, Sensor Tower informó que aproximadamente el 8 % de los primeros usuarios de Quibi se habían convertido en subsriptors abonados y no solo usuarios durante la prueba gratuita. Al mismo tiempo, la compañía analítica Antenna informó que el 27 % de los "usuarios del día 1, 1 de los 90 días de prueba gratuitos, se convirtieron en los usuarios prueba de la plataforma", aunque Quibi declaró estos datos como inexactos. Además, durante julio de 2020, un juez federal negó la solicitud de la instrucción preliminar de Eko.
A principios de agosto, una versión gratuita, con publicidad, de este servicio fue lanzada al público de Australia y Nueva Zelanda, siendo el prez de la versión sin anuncios del app reducido. Según informes del The Wall Street Journal y Recode, durante septiembre de 2020, la plataforma buscaba un potencial comprador de entre otras posibilidades, cómo recaudar más fondos o convertirse en una empresa pública apoyándose en un emprendido fantasma. El informe declaró que Quibi obtuvo 200$ millones en los fondos disponibles.
Durante octubre, Quibi fue disponible en Apple TV, Amazon Fire TV y en Google TV.

### Cierre
El día 21 de octubre de 2020, seis meses después del lanzamiento de Quibi, The Wall Street Journal informó que la plataforma de streaming cerraba. Más tarde, aquel día mismo, esta noticia fue confirmada por ambos, Katzenberg y Whitman. Katzenberg afirmó a Deadline Hollywood, "no había ninguna cuestión por manteniéndonos estables que nos haya aportado un resultado diferente, solo me iría a gastar una gran cantidad más de dinero sin mostrar ningún valor hacia él. Así que, sobre las personas que han aportado esta extraordinaria cantidad de capital en hacerlo, esto es irresponsable y nosotros dos sentimos que no era lo correcto." En la entrevista, Katzenberg también citó el mal momento del lanzamiento de la plataforma durante la pandemia como un factor contribuyente al cierre. En el momento en que el cierre del app se anunció, Quibi contaba con aproximadamente 500,000 de usuarios subscritos.
El anuncio del cierre dejó a manos del destino el futuro, la existencia y continuidad de la programación de Quibi dentro de “el infierno del desarrollo”, puesto que Quibi no posee los derechos de ningún elemento de su programación debido a los tratos con los creadores de la programación original y la licencia y permiso que se otorgaron de mantener el copyright de su contenido y distribuirlo a partir del suyo trata los creadores de su programación original los permitieron para retener el copyright en su contenido y distribuirlo de forma tradicional al cabo de unos años. El día siguiente, el 22 de octubre, se anunció la fecha oficial del cierre del servicio "los alrededores o el mismo" 1 de diciembre.

## Contenido
Quibi gastó más de mil millones de dólares en encargos de contenido original en su primer año, sumando un total de 8.500 episodios de corta duración, incluyendo más de 175 espectáculos. A diferencia de muchas de las plataformas de vídeo en streaming actuales, el contenido de Quibi fue realizado concretamente por dispositivos móviles y podría ser visualizado desde el tradicional aspecto horizontal 16:9, o, como elemento innovador, en un marco vertical con proporción 9:16 (con el usuario capaz de cambiar entre los dos formatos dentro del mismo vídeo). En vez de episodios de televisión de 30/40 minutos o películas de dos horas, el contenido de Quibi fue crear con la voluntad de ofrecer episodios de 10 minutos o menos.
Quibi encargó la creación de un programa de noticias significativo de la plataforma para ofrecer un elemento más al usuario aparte de su línea de entretenimiento. El resultado fue una baja audiencia e interés en este contenido de noticiario.
Antes del estreno de la plataforma, ésta contaba con grandes nombres, incluidos Steven Spielberg, Guillermo del Toro, Catherine Hardwick, Chrissy Teigen, Bill Murray, LeBron James y Sophie Turner.
En julio de 2020, Quibi fue nominado por 10 Premios Emmy en 3 categorías diferentes: Excepcional serie de comedia o drama de corto formato, Excepcional actor de comedia o drama de corto formato, y Excepcional actriz de comedia o drama de corto formato. Su serie, #FreeRayshawn, ganó dos de estos premios el 20 de septiembre de 2020.
Reed Duchscher, CEO de Night Media, declaró que la empresa había intentado llevar contenido del youtuber MrBeast a la plataforma, pero que la propuesta fue rehusada. Además, Rad Sechrist, creador de Kipo and the Age of Wonderbeasts, dijo que él y su equipo de producción habían hablado a Quibi, pero que ignoraron la serie.

## Vídeo de corto formato
Como la proveniencia del nombre de la app indica, "Quick Bites", la plataforma se basa en contenido audiovisual de corta duración. Originalmente la plataforma se concibió como un servicio que ofrecía contenido audiovisual diseñado para teléfonos de incluso menos de 10 minutos de duración, siendo un servicio innovador respeto otros contenidos que pueden ofrecer plataformas cómo Netflix o HBO, entre otras, las cuales requieren un cierto grado de compromiso. La propia plataforma ha descrito su contenido como "capítulos dentro de una película", siendo así una manera fácil, práctica e innovadora de prestar entretenimiento a la sociedad del serle XXI. Es una revolución en la manera cómo el usuario consume televisión.
Cómo el periodista tecnológico Jared Newman dijo: "El atractivo de los vídeos de corta duración que ofrece la plataforma Quibi como alternativa a las series de larga duración de Netflix es comprensible, este motivo explica el porque algunos directores, productores y actores lo elogian cómo una potencial revolución."
El elemento que destacaba de la app era el diseño de vídeos en formato corto, así mismo cómo la posibilidad de cambiar en tiempo real entre la visualización horizontal y la vertical cómo su diferencial clave. Los fundadores creyeron que esta tecnología satisfaría los consumidores, puesto que facilitaría el consumo del contenido mientras viajaban y se encontraban con su día a día.
La propia CEO de la compañía hablaba del contenido de la app como aquel entre pausas, para "matar el tiempo" y llenar aquellos ratos sin nada a hacer.
La idea fue concebida para ser un servicio adaptado a la nueva era y a un contenido que el usuario globalizado demandaba, entretenimiento rápido y accesible. La plataforma se adecúa a la sociedad con este nuevo formato, intenta aportar un nuevo contenido de entretenimiento que puede formar parte del día a día de cada persona. Es una innovación no solo en su tecnología y formato, sino en la originalidad de explicar historias y la nueva narrativa. El servicio se adapta a las nuevas necesidades del tecnonauta que consume contenido en el teléfono móvil.
La sociedad cada vez consume contenido más breve, el servicio de ofrecer programas y series en este formato es nuevo, pero grabar y virilizar contenido por Internet es popular en todas las personas que poseen un dispositivo móvil.
Aún y ser una plataforma que trabaja dentro del corto formato, se garantiza que el objetivo del servicio es siempre ofrecer calidad. No quiere ser una red de entretenimiento más, quiere ser una plataforma de continuos streaming de calidad, sin desbancar el cine tradicional.

## Series originales
- #FreeRayshawn

Ganadora de un Emmy, la serie de 15 capítulos trata sobre Rayshawn Morris (Stephan James), un veterano afroamericano de la guerra iraquí, que es detenido cuando se encuentra en su apartamento junto con su familia después de un altercado con la policía de Nueva Orelans. Mientras se prepara para hacer su última declaración a juicio, Rayshawn recurre a las redes sociales y a la ayuda de un simpático teniente de policía para limpiar su nombre antes de que sea demasiado tarde.
- Survive

Jane (Sophie Turner) y Paul (Corey Hawkins), son los únicos supervivientes de un accidente de avión que los aísla en una remota montaña nevada. Para sobrevivir, este extraño dúo tendrá que encontrar la manera de volver a la civilización desde el medio del nada. Este no será el único problema de los personajes, puesto que la misma Jane lucha con la depresión y sus propios demonios personales, mientras que Paul hará lo posible para mantenerla segura.
- Dummy

Una aspirante a escritora, Cody (Anna Kendrick), se hace amiga de la muñeca sexual de su pareja y las dos viven experiencias juntas.La serie se basa en una experiencia real entre Heller y su pareja Dan Harmon, cuando la chica descubrió que tenía una muñeca sexual.
- When the Streetlights Go On

Después del asesinato de una chica joven (Kristine Froseth) y su profesor que afecta a un pueblo entero, la hermana de la víctima (Sophie Thatcher) y sus compañeros de Instituto tienen que luchar para volver a la normalidad mientras están en el último curso, todo en medio de la investigación del asesinato.
- The Fugitive

Cuando una bomba estalla en el metro de Los Ángeles, Mike Hierro (Boyd Holbrook), solo quiere asegurarse que su mujer, Allison (Natalie Martinez), y la hija de 10 años están seguras. Mike es acusado erróneamente y públicamente, como autor de este atentado a través de la desinformación que viaja por las redes sociales. Para sobrevivir, tiene que demostrar su inocencia descubriendo el autor real, antes de que el legendario policía que dirija la investigación lo pueda capturar; es un fugitivo.
- Most Dangerous Game

Dodge Tynes (Liam Hemsworth) es un hombre de Detroit con unas circunstancias familiar precaria que sufre un cáncer de cerebro terminal. En esta situación, acepta la oferta de un encantador hombre de negocios llamado Miles para participar en una gran caza en qué él mismo es la presa.
- 50 States of Fright

La serie de terror se centra en historias basadas en leyendas urbanas de los diferentes estados de los Estados Unidos, adentrando a los espectadores en los horrores que se esconden bajo la superficie de la realidad.
- Royalties

Los compositores Sara (Kether Donohue) y Pierce (Darren Criss) se adentran dentro del mundo musical y aceptan el reto de crear nuevas composiciones para las grandes estrellas del pop.
- Flipped

Dos autoproclamados expertos en renovación de viviendas, con intención de obtener la fama, son secuestrados por los miembros de un cártel de la droga y se ven obligados a renovar sus casas.
- Chrissy's Court

Chrissy Teigen es la juez por un caso de reclamaciones donde los demandantes, los acusados y las disputas son reales.

## Recepción
Las reacciones de los usuarios a Quibi han sido mixtas. Mientras ha habido una crítica realmente positiva en cuanto a la programación original de la página, el servicio en sí fue criticado por su precio de suscripción, además de la limitación de un uso único a partir de un dispositivo smartphone, excluyendo una fácil accesibilidad para sus usuarios a comparación de plataformas gratuitas como YouTube y TikTok.
En noviembre de 2020 el Wall Street Journal sugirió otros argumentos para justificar la clausura de la plataforma, mencionando erróneamente cómo la programación y las opciones tecnifiques que ofrecía el servicio apelarían a un público de consumidores jóvenes, además de un alto coste publicitario.

## Controversias

### Problemas legales
El 9 de marzo de 2020, Quibi interpuso una demanda contra la plataforma de vídeo interactivo Eko, en la cual se solicitaban 3 factores: una declaración donde se notificara que Quibi no infringía la tecnología patentada de Eko, una orden donde Eko tenía que retirar una queja formalizada en App Store de la compañía Apple, además de una compensación monetaria por los daños (todavía sin una cantidad especificada).
Quibi presentó de forma preventiva su demanda, Quibi Holdings, LLC contra Interlude OS, Inc. (d/b/a Eko), al Tribunal de Distrito de los Estados Unidos para el Distrito Central de California. Eko presentó su propio recurso independiente, pero relacionado con la causa presentada por Quibi, JBF Interlude 2009 Ltd - Israel contra Quibi Holdings, LLC, un día después (10 de marzo), alegando que Quibi robó su tecnología después de que Eko la presentara a los empleados de Quibi, incluido Katzenberg.
El 3 de mayo de 2020, Elliott Management anunció que financiaría la demanda de Eko a cambio de equidad en la empresa.